# 全國圍棋業餘名人賽
全國圍棋業餘名人賽為台灣的圍棋比賽，由中華民國圍棋協會主辦，僅舉辦過一屆，於2006年11月19日開賽。第一名獎金8萬、第二名4萬、第三名3萬，第四名2萬元，是當時台灣獎金最高的業餘圍棋賽事。

## 賽制
- 資格：業餘7段及其他業餘賽事成績優秀的業餘6段共32人參加比賽，
- 賽制：採單淘汰制，四強敗者決出第三名。
- 用時：每人時限各2小時，讀秒3次，每次60秒。

## 成績
| 屆次 | 年份          | 冠軍   | 亞軍   |
| ---- | ------------- | ------ | ------ |
| 1    | 2006年—2007年 | 賴宥丞 | 王昱棊 |